# Ishigaki (eiland)
Ishigaki (Japans: 石垣島, Ishigaki-jima ; Yaeyama en Uchinaguchi: Ishigachi) is een Japans eiland ten westen van Okinawa. Het is het op een na grootste eiland van de Yaeyama-eilanden.
Ishigaki behoort bij de gelijknamige stad, gelegen in de subprefectuur Yaeyama (prefectuur Okinawa). Op het eiland ligt onder andere luchthaven Ishigaki, de grootste luchthaven van de Yaeyama-eilanden.
Ishigaki vertoont, net als veel eilanden en gebieden in Okinawa, invloeden van zowel Japanse als Chinese cultuur vanwege de ligging tussen Japan en China.
In 1771 werd het eiland getroffen door een tsunami met een recordhoogte.

## Afbeeldingen

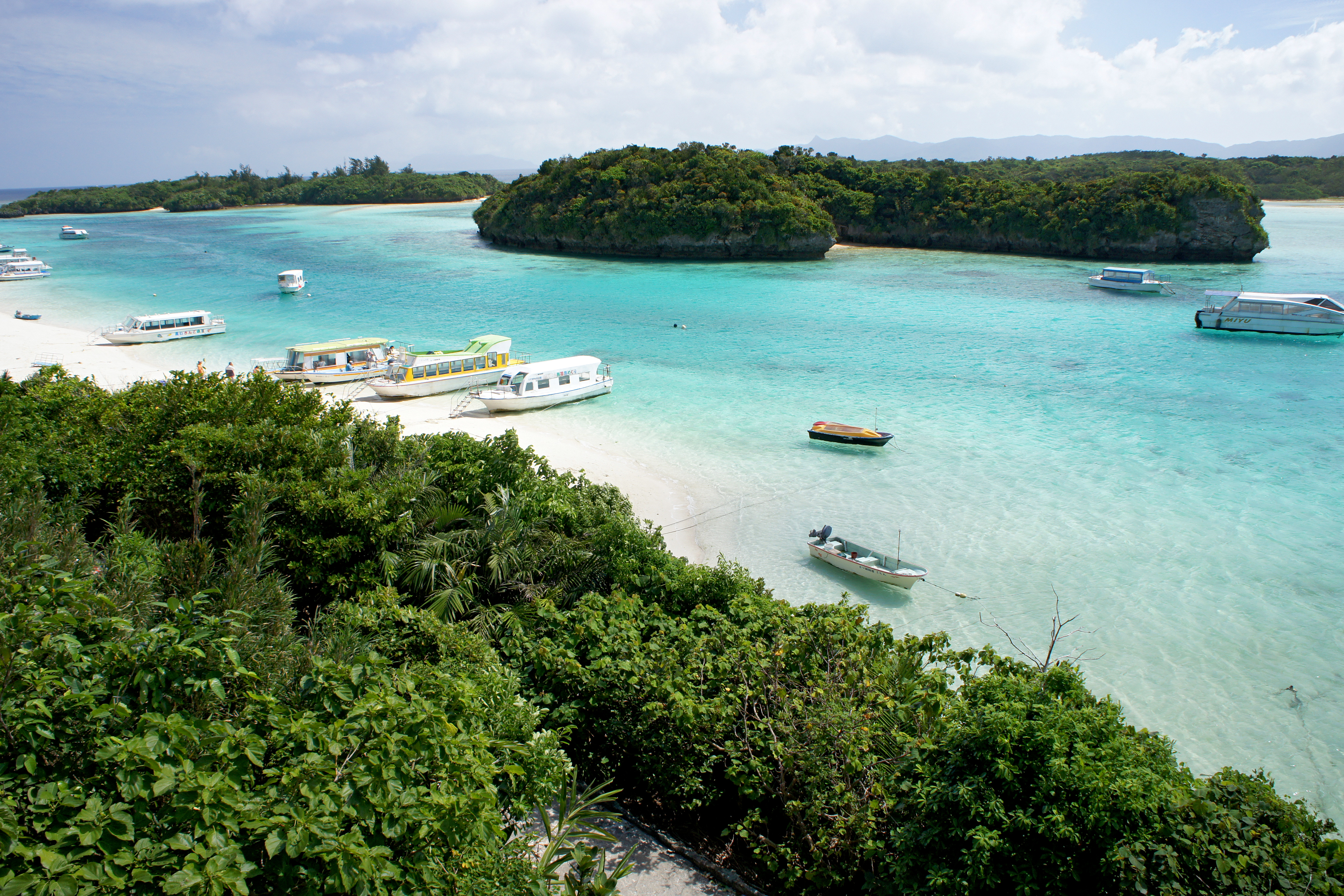
De Kabirabaai
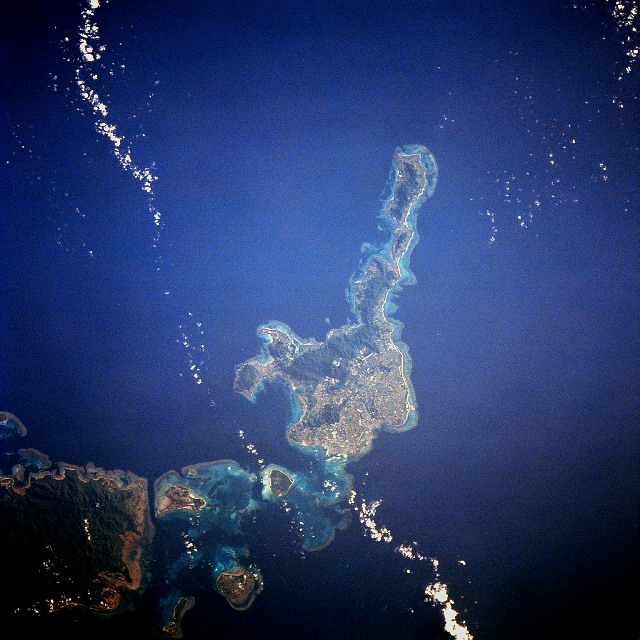
Ishigaki gezien vanuit de ruimte, augustus 1991
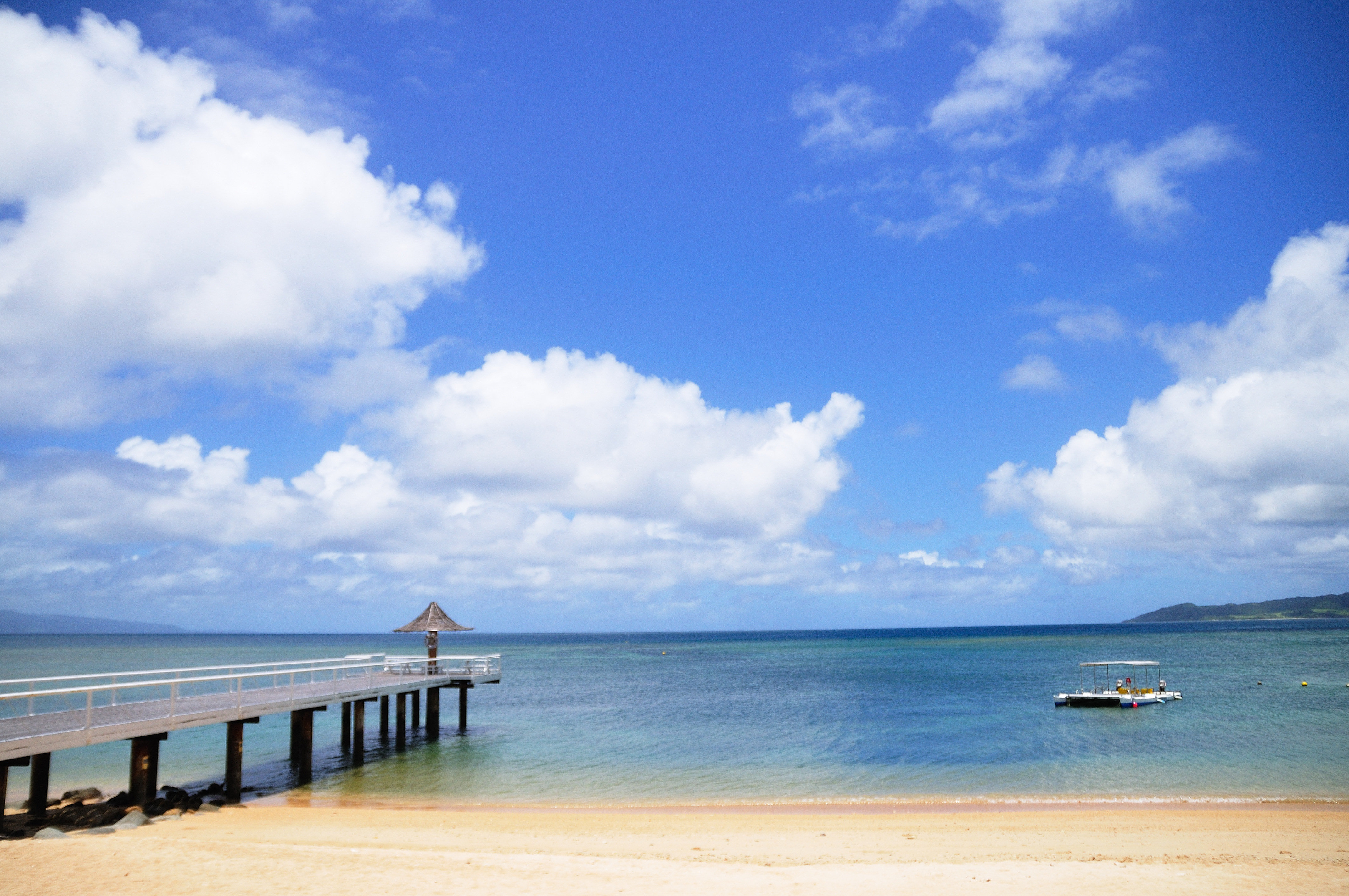
Strand bij Fusaki